# Карасу (Коптогайский сельский округ)
Карасу (каз. Қарасу) — село в Уилском районе Актюбинской области Казахстана. Входит в состав Коптогайского сельского округа. Код КАТО — 155243300.

## Население
В 1999 году население села составляло 467 человек (223 мужчины и 244 женщины). По данным переписи 2009 года, в селе проживали 232 человека (106 мужчин и 126 женщин).